# Rajino Polje
Rajino Polje es una localidad de Croacia en el municipio de Čačinci, condado de Virovitica-Podravina.

## Geografía
Se encuentra a una altitud de 104 m s. n. m. a 179 km de la capital nacional, Zagreb.

## Demografía
En el censo 2011 el total de población de la localidad fue de 30 habitantes.
| Gráfica de población de Rajino Polje 1857-2011                      |
|                                                                     |
| Según los censos de población de la oficina estadística de Croacia. |